# Subiaco (Arkansas)
Subiaco és una població dels Estats Units a l'estat d'Arkansas. Segons el cens del 2000 tenia 439 habitants.

## Demografia
Segons el cens del 2000, Subiaco tenia 439 habitants, 147 habitatges, i 115 famílies. La densitat de població era de 92,1 habitants/km².
Dels 147 habitatges en un 38,8% hi vivien nens de menys de 18 anys, en un 63,9% hi vivien parelles casades, en un 9,5% dones solteres, i en un 21,1% no eren unitats familiars. En el 17,7% dels habitatges hi vivien persones soles el 10,9% de les quals corresponia a persones de 65 anys o més que vivien soles. El nombre mitjà de persones vivint en cada habitatge era de 2,53 i el nombre mitjà de persones que vivien en cada família era de 2,86.
Per edats la població es repartia de la següent manera: un 20,3% tenia menys de 18 anys, un 9,6% entre 18 i 24, un 26% entre 25 i 44, un 26% de 45 a 60 i un 18,2% 65 anys o més.
L'edat mediana era de 40 anys. Per cada 100 dones de 18 o més anys hi havia 131,8 homes.
La renda mediana per habitatge era de 38.182 $ i la renda mediana per família de 40.417 $. Els homes tenien una renda mediana de 25.125 $ mentre que les dones 17.969 $. La renda per capita de la població era de 14.012 $. Entorn del 6% de les famílies i el 17,7% de la població estaven per davall del llindar de pobresa.

## Poblacions més properes
El següent diagrama mostra les poblacions més properes.